# Bogusław Machaliński
Bogusław Bronisław Machaliński (ur. 28 października 1965) – polski profesor nauk medycznych, lekarz, nauczyciel akademicki, rektor Pomorskiego Uniwersytetu Medycznego w Szczecinie (2016–2024)

## Życiorys
W 1984 rozpoczął studia medyczne na Pomorskiej Akademii Medycznej w Szczecinie, zakończone w 1990 otrzymaniem dyplomu lekarza. Stopień doktora otrzymał w 1994 po obronie rozprawy Zawartość i rozmieszczenie fluoru w jajach kury domowej w aspekcie wybranych parametrów biologicznych. Monografia Pozyskiwanie komórek hematopoetycznych do przeszczepów ze szczególnym uwzględnieniem heparynizowanych dawców narządów była podstawą nadania stopnia doktora habilitowanego w 2000. 
Tytuł profesora nauk medycznych otrzymał 4 kwietnia 2005. Obecnie jest profesorem na Pomorskim Uniwersytecie Medycznym w Szczecinie, kierownikiem Katedry Fizjopatologii.
W latach 2005–2012 pełnił funkcję dziekana Wydziału Lekarskiego. W latach 2016–2024 był rektorem Pomorskiego Uniwersytetu Medycznego w Szczecinie wybranym na dwie kadencje.
Jest członkiem Polskiej Akademii Nauk, Wydziału II Nauk Biologicznych i Rolniczych, Komitetu Cytobiologii. W latach 2019–2024 był wiceprzewodniczącym Rady Agencji Badań Medycznych.
Jest autorem lub współautorem 391 publikacji o sumarycznym współczynniku oddziaływania (IF) > 822, h-indeks 35 (wg. Web of Science). Był kierownikiem łącznie 18 grantów naukowo-badawczych, w tym 4 międzynarodowych i 3 konsorcyjnych. Obecnie kieruje zadaniami ze strony polskiej w ramach międzynarodowego konsorcjum AMBeR finansowanego przez Europejski Fundusz Rozwoju Regionalnego w ramach programu EU Interreg South Baltic. Z sukcesem przeprowadził zgłoszenia dwóch wynalazków, które uzyskały patent europejski: Kit for cord blood collection oraz Composition for the intravitreal administration of therapeutic protein. Bierze udział w pracach wielu międzynarodowych towarzystw i czasopism naukowych. Wypromował 22 doktorów, w tym 15 z wyróżnieniem summa cum laude. 
Profesor Bogusław Machaliński jest dwukrotnym laureatem nagrody Zachodniopomorski Nobel.
Jest żonaty – ma trzech synów.

## Odznaczenia i nagrody
- Krzyż Oficerski Orderu Odrodzenia Polski (2024)[12]
- Złoty Krzyż Zasługi (2016)[13][11]
- Medal 100-lecia Odzyskania Niepodległości (2019)[14]
- Złoty Medal „Zasłużony dla Nauki Polskiej Sapientia et Veritas” (2023)[15]
- Medal Komisji Edukacji Narodowej[11]
- Medal Amicus Scientiae et Veritatis (1999) za badania doświadczalne w dziedzinie hematoonkologii
- Medal 10-lecia Fundacji Centrum Leczenia Szpiczaka[11]
- Indywidualna Nagroda Gospodarcza BUSINESS CLUB SZCZECIN (2021)[10]
- Nagroda Ministra Zdrowia (2021)[10]
- Nagroda Zachodniopomorski Nobel (2018, 2023)[10]
- Nagroda Zaufania „Złoty OTIS” w kategorii rozwój uczelni medycznych (2023)[9]